# Hegetoterins
Els hegetoterins (Hegetotheriinae) són una subfamília extinta de mamífers notoungulats de la família dels hegetotèrids que visqueren a Sud-amèrica des de l'Oligocè superior fins al Miocè superior, fa entre 5,3 i 28,4 milions d'anys. Se n'han trobat restes fòssils a l'Argentina, Bolívia, l'Uruguai, Veneçuela i Xile. Els estudis sobre el seu monofiletisme o parafiletisme han donat resultats contradictoris; les restes cranials i dentals fan pensar que són un grup parafilètic, mentre que el material de les extremitats suggereix que podrien tenir una certa afinitat taxonòmica.